# Stade Olympique l'Emyrne
El Stade Olympique l'Emyrne (en francés: Stade Olympique l'Emyrne) es un estadio de usos múltiples en la localidad de Antananarivo, la capital del país africano de Madagascar. Actualmente se utiliza sobre todo para los partidos de fútbol y como sede habitual de los partidos del SO l'Emyrne de la Liga de Campeones THB. El estadio tiene una capacidad de 15.000 espectadores. 